# Peter Weck
Pour les articles homonymes, voir Weck.
Peter Weck (né le 12 août 1930 à Vienne) est un acteur de cinéma de théâtre et de télévision, aussi réalisateur, producteur et directeur de théâtre autrichien. Dans les années 1950 et 1960, il joue dans de nombreuses comédies populaires au cinéma puis dans les années 1980 dans le rôle du père dans la série télévisée Ich heirate eine Familie. Weck a la double nationalité austro-suisse.

## Biographie
Weck est le deuxième fils d'un ingénieur et fabricant de bouchons de bouteilles de Vienne. À 10 ans, il est membre de la chorale des garçons et chante en tant que soliste soprano. Durant quatre ans, sous la direction de Ferdinand Grossmann (de), il donne des concerts en Espagne et en Suède. Sous celle de Oscar Fritz Schuh (de), il joue dans l'opéra L'Oca del Cairo de Wolfgang Amadeus Mozart. Il arrête le chant à l'automne 1944. À la fin de la guerre, il vit à Pitten où son grand-père est maire et revient à l'automne à Vienne.
En 1949, il s'inscrit à l'académie de musique et d'arts du spectacle de Vienne où il étudie le piano, la clarinette, la harpe, les timbales, le basson, avec l'ambition de devenir chef d'orchestre. Il arrête ses études en 1951. En parallèle, il avait commencé à la demande de son père une formation en génie mécanique qu'il arrête aussi. De 1951 à 1953, il est étudiant au Max Reinhardt Seminar où il est diplômé avec les honneurs.
Peter Weck fait ses débuts au théâtre en 1953 à Klagenfurt dans Arlequin valet de deux maîtres de Carlo Goldoni. L'année suivante, il est au Theater am Kurfürstendamm où il se fait un nom dans le rôle de Stani dans Le Difficile (de) de Hugo von Hofmannsthal mis en scène par Rudolf Steinböck (de), qu'il joue de nombreuses fois en tournée, entre autres au festival de Salzbourg jusqu'en 1967. Axel von Ambesser le remarque et lui donne son premier rôle à l'écran dans Bruder Martin (de).
En septembre 1954, Weck est acteur au Theater in der Josefstadt il joue également dans d'autres théâtres. Il obtient surtout des rôles d'amoureux malheureux dans des comédies. Ernst Häusserman (de) l'engage en 1959 au Burgtheater avec un accord lui permettant de tourner au cinéma la moitié de l'année. Il est invité à Hambourg en 1964 ainsi qu'au Schauspielhaus de Zurich. Il joue son dernier rôle au Burgtheater en 1969 dans Lumpacivagabundus de Johann Nestroy. En 1970, il met en scène au festival de Burgenland Des Meeres und der Liebe Wellen de Franz Grillparzer avec Brigitte Grothum et Alexander Kerst.
Dans les années 1950 et 1960, il joue dans des films de divertissement et des comédies musicales, notamment aux côtés de Hans Moser et Theo Lingen. Il tourne sous la direction de Franz Antel, Franz Josef Gottlieb, Harald Reinl et surtout Harald Vock. Il joue avec sa compagne de l'époque Cornelia Froboess de nombreux films dont le succès Mariandl. Il fait quatre films avec Romy Schneider : Les Jeunes Années d'une reine (1954), Sissi impératrice (1956), Sissi face à son destin (1957) et Le Cardinal, production américaine d'Otto Preminger, (1963). Il a aussi joué pour une autre production US, Presque des anges. En tout, il jouera dans une centaine de comédies.
Il présente aussi des émissions musicales à la télévision au début des années 1960. En 1971, il joue dans la série télé populaire Wenn der Vater mit dem Sohne avec Fritz Eckhardt comme père. Il réalise les portraits pour la télévision de ses amis comédiens Theo Lingen (Lingen über Lingen, 1976) et Willy Millowitsch (Der Kölsche Jung: Willy Millowitsch im Porträt, 1978).
En 1969, il réalise son premier film, Au secours j'aime des jumelles ! (de). Il dirige ensuite bien d'autres comédies où il est aussi comédien.
En 1970, il s'installe en Suisse et joue au Schauspielhaus, au Residenztheater de Munich et dans des tournées. Il ne revient en Autriche qu'en 1980 pour jouer Les derniers jours de l'humanité de Karl Kraus et en 2008 dans Sonny Boys.
En 1981, l'adjoint à la culture de Vienne, Helmut Zilk, lui confie la direction du Theater an der Wien, fonction qu'il prend en janvier 1983. Peter Weck veut créer à Vienne un théâtre pour comédies musicales. À la recherche d'une comédie musicale, il va découvrir à Londres Cats pour laquelle il obtient les droits. La première représentation a lieu le 24 septembre 1983 au Theater an der Wien ; c'est la première représentation en dehors de Londres et New York. Il confie les rôles principaux à Angelika Milster (de) et Ute Lemper, alors débutante.
En 1983, Peter Weck réalise Ich heirate eine Familie, une série télévisée dans laquelle il tient le rôle principal et qui obtient un très grand succès populaire. À la fin des années 1980, il crée sa société de production pour réaliser des séries et des films pour la télévision.
En 1987, en plus du Theater an der Wien, il s'occupe aussi du Raimundtheater et du Ronacher (de). Leurs directions fusionnent. Cats est repris par le Ronacher de fin 1990 à 2008. Il adapte également en allemand Les Misérables et The Phantom of the Opera. Il crée en 1992 des grandes productions, Freudiana et Elisabeth.

### Vie privée
En 1966, Peter Weck rencontre la mannequin Ingrid Muttone. Ils se marient le 22 juin 1967 et ont un fils et une fille. Lorsque sa femme meurt d'une crise cardiaque fin avril 2012, il s'est retiré de la vie publique pour quelques mois.
Le peintre Herbert Tasquil son frère aîné est décédé en 2008.
Weck est nommé en 1993 par le groupe suisse de vins et spiritueux Underberg et par le guide Gault & Millau Gourmet de l'année, le syndicat autrichien des vignerons lui décerne le Prix Bacchus pour services exceptionnels rendus à la viticulture autrichienne.
Il est engagé dans la lutte contre la leucémie des enfants à Saint-Pétersbourg avec le projet Deutsche Lebensbrücke.

## Filmographie

### En tant que comédien
| - 1954 : Bruder Martin (de) - 1954 : Les Jeunes Années d'une reine - 1955 : La Patronne de la Couronne d'or - 1955 : Sissi - 1956 : Liebe, die den Kopf verliert - 1956 : Die gestohlene Hose - 1956 : Mädchen mit schwachem Gedächtnis - 1956 : Husarenmanöver - 1957 : Illusionen (TV) - 1957 : Die liebe Familie - 1957 : August, der Halbstarke - 1957 : Der müde Theodor - 1957 : Vater, unser bestes Stück - 1957 : Der Kaiser und das Wäschermädel - 1958 : Liebelei (TV) - 1958 : Wiener Luft - 1958 : Heimatlos - 1958 : Man müsste nochmal zwanzig sein - 1958 : Ihr 106. Geburtstag - 1958 : Ohne Mutter geht es nicht - 1958 : (Rendezvous in Wien) - 1959 : Auch Männer sind keine Engel - 1959 : Wenn das mein grosser Bruder wüsste - 1959 : Liebe verboten – Heiraten erlaubt - 1959 : Paradies der Matrosen - 1959 : Gitarren klingen leise durch die Nacht - 1960 : Meine Nichte tut das nicht - 1960 : Immer will ich dir gehören - 1960 : Qui était donc cette dame ? - 1960–1961 : Familie Leitner (TV-Serie, 2 Folgen) - 1961 : Der Schwierige (TV) - 1961 : Junge Leute brauchen Liebe - 1961 : Mariandl - 1961 : Le Rêve de Lieschen Mueller (Der Traum von Lieschen Müller) - 1962 : …und ewig knallen die Räuber - 1962 : Leutnant Gustl (TV) - 1962 : L'Oiseleur - 1962 : Presque des anges (Almost Angels) - 1962 : Mariandls Heimkehr - 1962 : Anatol (TV) - 1962 : Christelle et l'empereur - 1963 : Die ganze Welt ist himmelblau (Rote Lippen soll man küssen) - 1963 : Ist Geraldine ein Engel? - 1963 : Im singenden Rößl am Königssee - 1963 : Le Cardinal - 1964 : Das Konzert (TV) - 1964 : Heirate mich, Chéri (de) - 1964 : Liebesgrüße aus Tirol - 1965 : Ninotschka (TV) - 1965 : Der seidene Schuh (TV-Serie) - 1965 : An der Donau, wenn der Wein blüht - 1966 : Towarisch (TV) - 1967 : L'Auberge du Cheval Blanc (TV) - 1967 : Eiszeit der Liebe (TV) - 1967 : Umsonst (TV) - 1968 : Bei Kerzenlicht (TV) - 1968 : Paradies der flotten Sünder - 1968 : Der blaue Strohhut (TV) - 1968 : Madame Sans-Gêne – Die schöne Wäscherin (TV) - 1968 : Immer Ärger mit den Paukern | - 1969 : Unser Doktor ist der Beste - 1969 : Königin einer Nacht (TV) - 1969 : Dem Täter auf der Spur, Folge: Das Fenster zum Garten (série télévisée) - 1969 : Ein Dorf ohne Männer (TV) - 1969 : Warum hab’ ich bloß 2x ja gesagt? - 1969 : Gauner, Gelder und Giraffen (TV) - 1969 : Au secours j'aime des jumelles ! (de) - 1970 : Quand les profs s'envolent - 1971 : König Johann (TV) - 1971 : Wer zuletzt lacht, lacht am besten - 1971 : Eine unwürdige Existenz (TV) - 1971 : La Guigne l'emporte (Das haut den stärksten Zwilling um) - 1971 : Wenn mein Schätzchen auf die Pauke haut - 1971 : Wenn der Vater mit dem Sohne (TV-Serie) - 1971 : Zwischenspiel oder Die neue Ehe (TV) - 1971 : Hochwürden drückt ein Auge zu - 1972 : Meine Tochter – deine Tochter - 1972 : Immer Ärger mit Hochwürden - 1972 : Trubel um Trixie - 1973 : La Ronde (de) - 1973 : Wenn jeder Tag ein Sonntag wär - 1974 : Nichts als Erinnerung (TV) - 1977 : Der Fall Winslow (TV) - 1979 : Extratouren (TV) - 1980 : Die weiße Stadt (TV) - 1983–1986 : Ich heirate eine Familie (série télévisée) - 1985 : Wiener Klatsch – Szenen aus der Gesellschaft (TV) - 1985 : Flucht ohne Ende (TV) - 1987 : Willkommen im Club (série télévisée) - 1988 : Heiteres Bezirksgericht (série télévisée) - 1990 : Roda Roda (série télévisée) - 1991 : Sicher ist sicher (série télévisée) - 1995 : Schade um Papa (série télévisée) - 1995 : Ich begehre dich - 1996 : Hofrat Geiger (de) (TV) - 1997 : Weißblaue Geschichten (série télévisée) - 1997 : Ein Schutzengel auf Reisen (TV) - 1999 : Geliebte Gegner (TV) - 1999 : Aimée et Jaguar - 1999 : Das Mädchen aus der Torte (TV) - 2000 : Die Ehre der Strizzis (TV) - 2001 : Herzensfeinde (TV) - 2002 : Zwei alte Gauner (TV) - 2002 : Commissaire Brunetti (Donna Leon) (série télévisée) - 2003 : Fliege kehrt zurück (TV) - 2003 : Jetzt erst recht (TV) - 2004 : Unter weißen Segeln – Urlaubsfahrt ins Glück (TV) - 2004 : Fliege hat Angst (TV) - 2006 : Papa und Mama (série télévisée) - 2006 : Glück auf vier Rädern (TV) - 2007 : Lilly Schönauer – Umweg ins Glück (série télévisée) - 2007 : Le Secret des roses (TV) - 2008 : Sous le soleil d'Ibiza (de) (TV) - 2010 : Die Mutprobe (TV) - 2010 : L'Amour au pied du sapin (de) (TV) - 2012 : Das Traumschiff – Bali (série télévisée) - 2012 : Das Traumhotel – Brasilien (série télévisée) - 2012 : Oma wider Willen (TV) - 2012 : Utta Danella – Prager Geheimnis (TV) |

### En tant que réalisateur
| - 1969: Au secours, j'aime des jumelles (de) (Hilfe, ich liebe Zwillinge!) - 1970: Ah, ces voisins (de) (Nachbarn sind zum Ärgern da) - 1971: Wenn mein Schätzchen auf die Pauke haut (de) - 1972: Mensch ärgere dich nicht - 1972: Nous irons en vacances (de) (Hauptsache Ferien) - 1975: Eine ganz gewöhnliche Geschichte (série télévisée) - 1975: Tatort – Urlaubsmord (série télévisée) - 1976: Tatort – Annoncen-Mord (TV-Reihe) - 1978: Vor Gericht seh’n wir uns wieder ((série télévisée) - 1978–1979: Die unsterblichen Methoden des Franz Josef Wanninger (série télévisée) - 1979: Rollentausch (TV) - 1979: Extratouren (TV) - 1980: Kolportage (TV) - 1981: Der Magnetiseur (TV) - 1981: Sonne, Wein und harte Nüsse (série télévisée) - 1981: Der Gerichtsvollzieher (série télévisée) - 1982: Un cas pour deux (série télévisée) - 1982: Tatort – Trimmel und Isolde (série télévisée) - 1982: Mrs. Harris - Ein Kleid von Dior (de) (TV) - 1983–1986: Ich heirate eine Familie (série télévisée) - 1984: Heute und damals (TV) - 1986: Abschiedsvorstellung (TV) | - 1986: Alles was Recht ist (série télévisée) - 1986: Was zu beweisen war (TV) - 1988: Heiteres Bezirksgericht (série télévisée) - 1989–1990: Hessische Geschichten (série télévisée) - 1991: Sicher ist sicher (série télévisée) - 1992–1994: Schade um Papa (série télévisée) - 1993: Durchreise – Die Geschichte einer Firma - 1994: Von Frau zu Frau: Die Sammlerin (TV) - 1995: Ich begehre dich (TV) - 1996: Hofrat Geiger (de) (TV) - 1996: Diebinnen - 1997: Ein Mann steht seine Frau (série télévisée) - 1997: Ein Schutzengel auf Reisen (TV) - 1999: Geliebte Gegner (TV) - 1999: Das Mädchen aus der Torte (TV) - 2000: Die Ehre der Strizzis (TV) - 2000: Victoire de l'amour (de) (TV) - 2001: Zwei unter einem Dach (TV) - 2001: Herzensfeinde (TV) - 2002: Mann, oh Mann, oh Mann! (TV) - 2003: Drei unter einer Decke (TV) - 2007: Le Secret des roses (TV) |

## Prix et distinctions
- 1980: Titre de Professeur (décerné par le ministère de l'éducation nationale autrichien)
- 1984: Bambi
- 1984: Goldene Kamera dans la catégorie meilleur réalisateur pour Ich heirate eine Familie
- 1985: Europa d'Or
- 1985: Goldene Kamera dans la catégorie couple le plus populaire dans une série télévisée avec Thekla Carola Wied
- 1985: Insigne d'honneur en or pour ses états de service auprès de l'État fédéré de Vienne
- 1988: Telestar
- 1990: Bambi
- 1990: Titre de Kammerschauspieler
- 1990: Prix Heinrich-Abelé
- 1990: Romy d'or comme acteur de télévision le plus populaire
- 1991: Ordre de Karl Valentin
- 1991: Prix du tourisme de la Chambre économique de Vienne pour la comédie musicale Cats
- 1992: Europa d'Or
- 1992: Prix Rathausmann en or
- 1993: Croix d'honneur de première classe pour la science et les arts
- 1993: Gourmet de l'année
- 1993: Bacchus
- 1996: International Musical Award Germany pour ses états de service au profit de la comédie musicale allemande
- 2000: Grand Insigne d'Honneur en or pour ses états de service au profit de l'État fédéré de Basse-Autriche
- 2001: Médaille d'honneur en or de la ville de Vienne
- 2004: Insigne d'honneur en argent pour services rendus à l'Autriche
- 2005: Romy de platine pour l'ensemble de son œuvre
- 2012: Prix Krone de la musique traditionnelle pour l'ensemble de son œuvre
- 2015: Prix de la Comédie Musicale allemande : prix d'honneur pour l'ensemble de son œuvre

## Publications
- 2010: War's das ? Erinnerungen - Ed. Amalthea - Recueil de souvenirs